# Areas cana
Areas cana là một loài bướm đêm thuộc phân họ Arctiinae, họ Erebidae.